# Cowansville
Cowansville – miasto w Kanadzie, w prowincji Quebec.